# ریچارد هورتون
ریچارد هورتون (انگلیسی: Richard Horton؛ زادهٔ ۲۹ دسامبر ۱۹۶۱) یک پزشک و ویراستار و فعال حوزهٔ بهداشت اهل بریتانیا است. او سردبیر ژورنال مشهور پزشکی لنست است.